# Marcello Santasilia
Marcello Santasilia di Torpino (Napoli, 1911 – Kalinowskij, 18 dicembre 1942) è stato un militare italiano.
Tenente di complemento del 54º Reggimento della 2ª Divisione fanteria "Sforzesca", combatte sul fronte russo venendo decorato con la Medaglia d'oro al valor militare alla memoria.

## Biografia
Nacque a Napoli nel 1911, figlio di Emilio Marchese di Torpino e della contessa Leopoldina De La Tour en Voivre.
Prese parte come sottotenente di complemento al conflitto italo-etiopico nelle file del 19º Reggimento fanteria, operante in seno alla 27ª Divisione "Sila", distinguendosi durante la battaglia dell'Amba Aradam, e venendo decorato con la Croce di guerra al valor militare.
Durante la seconda guerra mondiale ricoprì l'incarico di Tenente di complemento del 54° Reggimento appartenente alla Divisione fanteria "Sforzesca", che nel luglio del 1942 partì per la Campagna di Russia in seno all'ARMIR. 
La divisione, al comando del generale Carlo Pellegrini, venne inquadrata insieme ad altre due unità, la 52ª Divisione fanteria "Torino" e la 3ª Divisione Celere "Principe Amedeo Duca d'Aosta", nel II Corpo d'armata.
Nell'agosto del 1942 il II Corpo d'armata fu inserito tra la 2ª Armata ungherese e il XXIX Corpo d'armata tedesco, assumendo compiti di difesa rigida lungo le rive del fiume Don. La divisione "Sforzesca" entrò alle dirette dipendenze del XXIX Corpo tedesco del generale Hans Obstfelder, venendo collocata al limite meridionale della linea, alla sinistra della 3ª Armata rumena.
In seguito allo svolgimento dell'Operazione Piccolo Saturno, scattata l'11 dicembre che portò allo sfondamento del fronte tenuto dal II Corpo d'armata italiano, egli cadde in combattimento il 18 dicembre 1942, durante un attacco contro una forte posizione tenuta dai sovietici nelle vicinanze di Kalinowskij, sulla rive del fiume Don. In sua memoria venne inizialmente decretata la concessione della Medaglia d'argento al valor militare, successivamente commutata nel dopoguerra in Medaglia d'oro al valor militare.
La città di Roma ne ha onorato la memoria intitolandogli una via.

### Annotazioni
1. ↑  La coppia ebbe altri quattro figli: Stella (1897), Maria Rosaria (1899), Bianca (1905), e Luigi (1907).

### Fonti
1. 1 2 3 4  Lo Faso di Serradifalco 2000, p. 2.
2. 1 2  Biagini, Zarcone 2013, p. 23.
3. 1 2 3 4  Biagini, Zarcone 2013, p. 51.
4. ↑  Registrato alla Corte dei Conti il 15 maggio 1945, Guerra registro 4, foglio 290.

### Periodici
- Alberico Lo Faso di Serradifalco, La nobiltà italiana nella seconda guerra mondiale, in VIVANT, n. 6, Torino, Associazione per la Valorizzazione delle Tradizioni Storico Nobiliari, febbraio 2000,  p. 2.